# 红葱
红葱（学名：Allium cepa var. proliferum，別名楼子葱）是葱科葱属洋葱的变种。分布于欧洲以及中国大陆的陕西、河北、甘肃、宁夏、河南等地，属中国原产的植物。